# Listă de ficțiuni cu acțiunea într-un viitor acum trecut
Aceasta este o listă de ficțiuni (romane, nuvele, jocuri video, filme, seriale, benzi desenate) a căror acțiune are loc în viitor în raport cu momentul creării lor, viitor care a devenit trecut.
| Lucrare                                                 | Formă                 | Anul apariției       | Anul în care are loc |
| ------------------------------------------------------- | --------------------- | -------------------- | --- |
| 1985                                                    | Roman                 | 1983                 | 1985 |
| 2001: O odisee spațială                                 | Benzi desenate        | 1976 - 1977          | 2001* (și în alte ere) |
| 2001: O odisee spațială                                 | Film                  | 1968                 | 2001* (și în alte ere) |
| 2001: O odisee spațială                                 | Roman                 | 1968                 | 2001* (și în alte ere) |
| 2010: Anul primului contact                             | Film                  | 1984                 | 2010 |
| Armata celor 12 maimuțe                                 | Film                  | 1994                 | 1990, 1996, 2035 |
| Atomic Knight                                           | Benzi desenate        | 1960 - 1964          | 1992 |
| Batman: The Dark Knight Returns                         | Benzi desenate        | 1986                 | ? |
| Battle for the Planet of the Apes                       | Film                  | 1974                 | în secolul al XXI-lea (și în alte ere) |
| The Black Cloud                                         | Roman                 | 1957                 | 1964 |
| Cucerirea planetei maimuțelor                           | Film                  | 1971                 | 1991? |
| Cyberpunk 2077                                          | Joc video             | 2020                 | 2077 |
| Dan Dare (povestea originală)                           | Benzi desenate        | 1950s                | sfârșitul anilor 1990 |
| Death Race 2000                                         | Film                  | 1974                 | 2000 |
| Destroy All Monsters                                    | Film                  | 1968                 | sfârșitul sec XX (1999) |
| Double Dragon                                           | Film                  | 1994                 | după 2007 |
| Space 1999                                              | TV Series             | 1975 - 1977          | 1999 |
| Dr. Bloodmoney, or How We Got Along After the Bomb      | Roman                 | 1964                 | 1981, 1988 |
| Equality                                                | Roman                 | 1897                 | ? |
| Escape from New York                                    | Film                  | 1981                 | 1997 |
| El Eternauta                                            |                       | 1957 - 1959          | ? |
| Fist of the North Star                                  | Comic                 | 1983 - 1988          | 199X |
| Flow My Tears, The Policeman Said                       | Roman                 | 1974                 | 1988 |
| Tom Clancy's Ghost Recon                                | Video game            | 2001 - 2004          | 2008 - 2010 |
| Harley Davidson and the Marlboro Man                    | Film                  | 1991                 | 1996 |
| I Am Legend                                             | Roman                 | 1954                 | 1976 - 1979 |
| The Invasion of 1910                                    |                       |                      | |
| Knight Rider 2000                                       | Telemovie             | 1991                 | 2000 |
| The Last Man on Earth                                   | Film                  | 1924                 | 1960 |
| The Last Man on Earth                                   | Film                  | 1964                 | 1968 |
| Looking Backward                                        | Roman                 | 1888                 | 2000 - 1887 |
| Lucrurile care vor venii                                | Film                  | 1936                 | 1940, anii '60, 1970, 2036 |
| Make Room! Make Room!                                   | Roman                 | 1966                 | 1999 |
| Malevil                                                 | Roman                 | 1974                 | la sfârșitul secolului XX |
| Malevil                                                 | Film                  | 1981                 | la sfârșitul secolului XX |
| Cronici marțiene                                        | povestire             | 1947 - 1950          | 1999- 2026* (O ediție din 1997 a cărții a decalat toate datele cu 31 de ani; deci 2030 - 2057) |
| Men Into Space                                          | Serial TV             | 1959 - 1960          | Serialul nu are stabilită o epocă specifică, dar indiciile pe parcursul scenariului au precizat că a avut loc la mijlocul anilor 1970 până la mijlocul anilor 1980, cu prima aselenizare undeva în jurul anului 1975. |
| Metal Gear, Metal Gear 2: Solid Snake, Metal Gear Solid | Serie de jocuri video | 1987 - 2005          | 1995, 1999, 2005 |
| Nineteen Eighty-Four                                    | Roman                 | 1949                 | 1984 |
| The Omega Man                                           | Film                  | 1971                 | 1977 |
| On the Beach                                            | Film                  | 1959                 | 1964 |
| On the Beach                                            | Film                  | 2000                 | 2007 |
| On the Beach                                            | Roman                 | 1957                 | 1963 |
| Parisul în secolul al XX-lea                            | Roman                 | 1990 (scris în 1896) | 1960 |
| Patlabor                                                | OVA                   | 1988 - 1989          | 1998 - 2002 |
| Portocala mecanică                                      | Roman                 | 1964                 | ? |
| Portocala mecanică                                      | Film                  | 1971                 | ? |
| Predator 2                                              | Film                  | 1990                 | 1997 |
| Profețiile lui Nostradamus                              | Film                  | 1974                 | 1999 |
| Războiul lumilor                                        | Roman                 | 1898                 | ? |
| Red Dawn                                                | Film                  | 1984                 | 1990 |
| Robbie                                                  | Povestire             | 1940                 | 1982 |
| A Scanner Darkly                                        | Roman                 | 1977                 | 1994 |
| The Shape of Things to Come                             | Roman                 | 1933                 | 1933 - 2016 |
| Shiri                                                   | Film                  |                      | |
| Southland Tales                                         | Film                  | 2007                 | 2008 |
| Space: 1999                                             | Serial TV             | 1975-1977            | 1999 |
| Star Trek: Prodigy                                      | Serial TV             | 2021-2022            | 2383 |
| Street Fighter 2010                                     | Joc video             | 1990                 | 2010 |
| Strange Days                                            | Film                  | 1995                 | decembrie 1999 |
| Tom Clancy's Rainbow Six                                | Joc video             | 1998                 | 1999 |
| Tom Clancy's Rainbow Six: Rogue Spear                   | Joc video             | 1999                 | 2001 |
| Tom Clancy's Rainbow Six: Take-Down – Missions in Korea | Joc video             | 2001                 | 2003 |
| Tom Clancy's Rainbow Six 3: Raven Shield                | Joc video             | 2003                 | 2005 |
| Tom Clancy's Splinter Cell                              | Joc video             | 2002                 | 2004 |
| Tom Clancy's Splinter Cell: Chaos Theory                | Joc video             | 2005                 | 2007 |
| Tom Clancy's Splinter Cell: Double Agent                | Joc video             | 2006                 | 2007 |
| Tom Clancy's Splinter Cell: Pandora Tomorrow            | Joc video             | 2004                 | 2006 |
| Terminator 2: Judgment Day                              | Film                  | 1991                 | 1994 |
| Terminator 3: Rise of the Machines                      | Film                  | 2003                 | 2004 |
| Timpul dezarticulat                                     | Roman                 | 1959                 | circa 1998 |
| Timecop                                                 | Film                  | 1994                 | 2004 |
| Titan                                                   | Roman                 | 1997                 | |
| The Transformers: The Movie                             | Film de animație      | 1986                 | 2005 |
| UFO                                                     | Serial TV             | 1970                 | 1980 |
| Ubik                                                    |                       |                      | |
| Until the End of the World                              |                       |                      | |
| V for Vendetta                                          |                       |                      | |
| Visează androizii oi electrice?                         | Roman                 | 1968                 | 1992 (în ultimele editări, are loc în 2021) |
| The White Plague                                        | Nuvelă                | 1982                 | 1996 |
| The World Jones Made                                    | Roman                 | 1956                 | 2002 |
| X                                                       | Benzi desenate        | 1992                 | 1999 |
| Zenon și extratereștri                                  | Film                  | 2001                 | 2051 |
| Zenon, Aventuri în secolul 21                           | Film                  | 1999                 | 2049 |
| Zenon: Z3                                               | Film                  | 2004                 | 2054 |